# ウェイド・エリオット
ウェイド・パトリック・エリオット（Wade Patrick Elliott, 1978年12月14日 - ）は、イングランド・サウサンプトン出身の元サッカー選手、現サッカー指導者。現役時代のポジションはミッドフィールダー。

## 来歴
少年時代はサウサンプトンFCのユースチームでプレーするも、上のカテゴリーへ進むことができず退団、イングランド7部リーグに属するバーシュリーFCへと籍を移す。その後、大学に通いながらバーシュリーでプレーを続けていたが元AFCボーンマスの選手であったジミー・ケイスの計らいでボーンマスのトライアウトを受験し、これに合格を果たす。
1999年2月にボーンマスと正式契約を交わすと、2005年までの在籍期間をチームの大黒柱として君臨、フットボールリーグ2の年間最優秀選手を受賞するなどの栄光を得た。
2005年からはバーンリーFCでプレーをしており、2008-09シーズンにはチームとしてプレーオフの末にプレミアリーグ昇格を掴みとり、エリオット自身も30歳にして初めてプレミアでプレーすることとなった。
2011年8月、バーミンガム・シティFCへ移籍。2014年1月28日にブリストル・シティFCへローンで加入すると、同年3月4日にその期間を延長。翌シーズンからは同クラブへ完全移籍し、キャプテンに就任した。同シーズンのフットボールリーグ1とフットボールリーグトロフィーの2冠を置き土産に現役を引退し、クラブのU-21部門で監督を務めることとなった。2016年6月7日に同職を辞した。

## 所属クラブ
- バーシュリーFC 1997-2000
- AFCボーンマス 2000-2005
- バーンリーFC 2005-2011
- バーミンガム・シティFC 2011-2014

→  ブリストル・シティFC 2014
- ブリストル・シティFC 2014-2015